# Paul Baltes
Paul B. Baltes, nemški psiholog, * 18. junij 1939, Saarlouis, Nemčija, † 7. november 2006, Berlin, Nemčija. 
Njegov širok raziskovalni spekter je bil posvečen uveljavljanju in promoviranju vseživljenjskosti razvoja človeka.